# Fleet admiral (États-Unis)
Pour les articles homonymes, voir amiral de la flotte.
Le grade de fleet admiral (FADM), en forme longue fleet admiral of the United States Navy — qui peut être traduit en français par amiral de la flotte de la Marine des États-Unis — est un grade d'amiral « cinq étoiles » de la United States Navy et le plus haut rang accessible dans la Marine américaine. Il se situe juste au-dessus du grade d’admiral et est l'équivalent du grade de General of the Army dans l'US Army ou de General of the Air Force dans l'US Air Force. Le grade de Fleet admiral n'est attribué qu'en temps de guerre et n'a pas été attribué depuis fin 1945 ; il n'est donc plus porté actuellement.
Un grade spécial d’Admiral of the Navy, qui est le grade immédiatement supérieur à celui de Fleet admiral, n'a été accordé qu'une fois, en l'occurrence à l'amiral George Dewey en 1903 à la suite de la guerre hispano-américaine (1898) ; ce grade a disparu à la mort de celui-ci le 16 janvier 1917.

## Historique
Le grade de Fleet admiral a été créé par un acte du Congrès sur une base temporaire le 14 décembre 1944 et rendu permanent le 23 mars 1946. Ce grade a été attribué pendant la Seconde Guerre mondiale à :
- William D. Leahy le 15 décembre 1944[N 3] ;
- Ernest J. King le 17 décembre 1944[N 4] ;
- Chester W. Nimitz le 19 décembre 1944 ;
- William F. Halsey, Jr. le 11 décembre 1945.

Depuis, il n'a plus été attribué.